# 李晓旭
李晓旭（1990年6月5日—），中国篮球运动员。出生于辽宁省葫芦岛，2009年入选中国国家队。李晓旭15岁以2.04米的身高进入CBA联赛，16岁身高长到2.07米开始尝试打中锋，18岁的李晓旭身高已达2.10米，号称CBA篮板魔兽。2005年10月开始效力于辽宁盼盼队。司职中锋或二中锋，以准确的中远距离投篮(长两分)和抢前场篮板能力强出名。

## 职业荣誉
- 青年篮球联赛冠军：2004年 全国青年篮球联赛冠军。
- 亚洲青年锦标赛冠军：2006年 亚洲青年锦标赛冠军。
- CBA联赛：2007-2008赛季 CBA联赛亚军。
- 亚洲男篮锦标赛：2007年，入选国家二队参加亚锦赛获得中国男篮史上最低的第10名；2009年，中国男篮亚锦赛亚军替补队员。